# Niblets
Niblets är en kulle i Antarktis. Den ligger i Västantarktis. Argentina, Chile och Storbritannien gör anspråk på området. Toppen på Niblets är 7 meter över havet.
Terrängen runt Niblets är platt. Trakten är obefolkad. Det finns inga samhällen i närheten. 